# Hósármány
A hósármány (Plectrophenax nivalis) a madarak osztályának verébalakúak (Passeriformes) rendjébe és a sarkantyússármány-félék (Calcariidae) családjába tartozó faj.

## Rendszerezése
A fajt Carl von Linné svéd természettudós írta le 1758-ban, a Emberiza nembe Emberiza nivalis néven.

## Alfajai
- Plectrophenax nivalis nivalis (Linnaeus, 1758) - Észak-Amerika északi része és Észak-Európa
- Plectrophenax nivalis insulae (Salomonsen, 1931) - Izland
- Plectrophenax nivalis vlasowae (Portenko, 1937) - Európa északkeleti része és Szibéria északi része
- Plectrophenax nivalis townsendi (Ridgway, 1887) - a Parancsnok-szigetek, az Aleut-szigetek és a Pribilof-szigetek  [2]

## Előfordulása
Észak-Amerika sarkkörön túli tájain, Grönlandon, Izlandon, Skandináviában és Oroszország északi részein honos. Természetes élőhelyei a sziklás területek, köves vízpartok, zuzmós tundrák és havasok. Télen délebbre vonul.

## A Kárpát-medencei előfordulása
Magyarországon szórványos téli vendég, október-március hónapokban.

## Megjelenése
Testhossza 16-17 centiméter, szárnyfesztávolsága 32-38 centiméter, testtömege 26-50 gramm. Háta, szárnya és farka sötét, a többi része piszkosfehér. A tojó kicsit kisebb a hímnél és a tollazatában a barna szín dominál.
|  |  |

## Életmódja
Költési időszakban lepkéket, pókokat és egyéb rovarokat fogyaszt. Telelőhelyein magokkal táplálkozik.

## Szaporodása
A fészket a tojó földre építi, füvekből, mohából, melyet tollakkal bélel ki. Fészekalja 4-7 tojásból áll, melyen a tojó kotlik 10-15 napig. A fiókákat mind a két szülő táplálja.

## Természetvédelmi helyzete
Az elterjedési területe rendkívül nagy, egyedszáma viszont csökken, de még nem éri el a kritikus szintet. A Természetvédelmi Világszövetség Vörös listáján nem fenyegetett fajként szerepel. Magyarországon védettséget élvez, természetvédelmi értéke 25 000 forint.